# Fort Tartenson
Le fort Tartenson est le dernier fort militaire construit à Fort-de-France au cours du XIXe siècle. Son nom provient d'une famille originaire des Basses-Alpes qui s'installa en Martinique au cours du XVIIe siècle. Il offre une vue panoramique sur la ville de Fort-de-France.

## Histoire
Édifié sur les hauteurs qui dominent la plage des Flamands, ce petit fortin est construit entre 1857 et 1873 afin de protéger la plage de tout débarquement anglais. Il constitue avec le fort Saint-Louis et le fort Desaix la ligne de défense des forces armées françaises autour de Fort-de-France. Il est convoité par les Anglais pour sa situation dominante sur les fortifications du Fort Saint-Louis.
Le roi du Dahomey Béhanzin, déporté par les autorités françaises à la suite de sa reddition, y reste en exil avec sa famille, de 1894 à 1898. À cette époque, le fort n’est encore constitué que de quelques baraquements.
Enfin armé de 1898 à 1939, sa batterie intimide les marins de l’Amiral Robert stationnés au Fort Saint-Louis et précipite le passage de la Martinique vers la dissidence gaulliste. 
Il est ensuite occupé par les troupes du 33e RIMA et ses sous-sols abritent un centre de transmission des Affaires Etrangères. 
Le 31 juillet 2009, la ville de Fort-de-France rachète le monument à l'Armée pour 800 000 € dans le cadre d'un vaste projet touristique. Un projet prévoit alors la mise en place d’un funiculaire qui doit relier le fort Tartenson à la pointe Simon.
En avril 2018, la mairie de Fort-de-France lance un appel à manifestation d'intérêt sur la valorisation et l'exploitation de six sites de la ville dont le fort Tartenson.